# European Business School Paris
Pour les articles homonymes, voir EBS.
L'EBS Paris (European Business School) est une école de commerce privée française, fondée à Paris en 1967 et propriété du groupe Accelis. Elle est membre de la Conférence des grandes écoles (CGE) depuis 2017.
Elle forme aux métiers de la finance, du marketing, du numérique et du commerce international. L'EBS Paris propose un programme Grande école et plusieurs MBA. Elle est implantée depuis sa création sous forme de GEIE. Ce groupement comprend sept écoles situées à : Paris, Londres, Madrid, Munich, Dortmund, Riga et Kaliningrad.

## Histoire
L'European Business School Paris est créée en 1967 à Paris par Philippe Guilhaume. En 2009, elle obtient le grade de Master. En 2013, le groupe de l'European Business School Paris, composé également de l'École des hautes études internationales et politiques (HEI-HEP) est racheté par l'entreprise américaine Laureate Education.
En 2016, Laureate Education cède ses filiales françaises, dont l'EBS, au fonds d'investissement Apax Partners, alors propriétaire de l'Institut des hautes études économiques et commerciales (INSEEC) et l'intègre alors au groupe INSEEC U. l'année suivante. En 2019, l'European Foundation for Management Development (EFMD) lui délivre l'accréditation EPAS.
En 2021, le groupe INSEEC U. devient Omnes Education en 2021. L'année suivante, l'EBS est cédée au groupe Accelis.
La directeur est Frank Bostyn, depuis mars 2021. Son siège se trouve actuellement 10 rue Sextius-Michel (15e arrondissement de Paris).

## Programmes

### Programme Grande école
Le Programme Grande école de l’EBS Paris est visé Bac +5 et confère le grade de Master.
L'école propose sept spécialisations :  
- Management des Affaires Internationales (Alternance possible pour cette spécialisation dès la 3e année),
- Digital Business & E-Commerce (Alternance possible pour cette spécialisation dès la 3e année),
- Innovation et Management Entrepreneurial
- Management de la Mode et du Luxe,
- Marketing & de la Communication,
- Management des Systèmes d'Information
- Finance[8] (Alternance possible pour cette spécialisation dès la 3e année).

Elle propose aux étudiants la possibilité de suivre la totalité de leur cursus en anglais à travers leurs classes internationales, ainsi que passer une année complète à l’étranger en 2e année, 3e année et 5e année.
L'EBS Paris propose aussi d’obtenir des doubles diplômes au niveau Bachelor et Master, et entre autres des doubles diplômes avec l'ECE, pour un profil ingénieur-manager, et également avec l'Université internationale de Monaco (UIM) avec comme choix des Master of Science en International Management, Management du luxe et Sport Management.

### MBA EBS
L'EBS Paris propose également 15 MBA spécialisés. Ces MBA durent entre 12 et 15 mois et sont destinés à un public de jeunes managers internationaux.

### Summer Program
L'EBS Paris propose 2 programmes d'été, au sein de son campus situé à Paris :
- Doing Business in Europe[11]
- Entrepreneurship, Digital, Innovation, Luxury[12]

## Frais de scolarité
Selon L'Étudiant, les frais de scolarité annuels varient entre 9 850 € et 9 990 € ; 50 350 euros au total selon Challenges.

## Diplômés célèbres
- Éric Gendry, journaliste français[15]
- Jacques-Antoine Granjon, entrepreneur et PDG français[16]
- Arthur Sadoun, publicitaire et homme d'affaires français[17]
- Laurent de Gourcuff, restaurateur
- Arnaud Rousseau, président d'Avril Gestion et de la FNSEA[18].

## Critiques
Pierre Bourdieu, critique à l'égard du système des grandes écoles, reproche en 1989 dans Noblesse d’État à l'EBS ses méthodes de recrutement biaisées. Selon lui cette école serait une « école refuge », aux exigences scolaires faibles, permettant à des enfants issus des classes dominantes d’acquérir des diplômes qu’ils ne peuvent obtenir dans les grandes écoles.